# Davyd-Haradok
Davyd-Haradok (bielorruso: Давыд-Гарадок, de Davyd-Haradok, [davɨd ɣaradok]; ruso: Давид-Городок) es una ciudad subdistrital en el suroeste de Bielorrusia, Raión de Stolin, Voblast de Brest. Cuenta con 7.681 habitantes (estimación de 2006).

## Historia
Surgió a finales del siglo XI o a principios del siglo XII. El fundador de la ciudad de Volodímir-Volinski fue el príncipe David Ígorevich, que después del congreso de los príncipes en Vitachevo (1100) que también pertenecía Pogoryne, en honor a él y la ciudad fue nombrada la ciudad. Según la leyenda local, la ciudad de Davyd se construyó ciertamente por el príncipe de Turov, que tomó el nombre de la ortodoxia de Davyd. En alrededor la ciudad de Davyd, perteneció primero a la Rus de Kiev, luego a Volynskomu. En los siglos XII—XIII — El centro principado independiente, fue entonces parte del Gran Ducado de Lituania. En 1509 fue miembro del Principado de Pinsk.
En la mitad del siglo XVI, el rey polaco Segismundo II Augusto Jagellón otorgó lugar en Vilna como gobernador al príncipe Mikołaj Krzysztof Radziwiłł. En 1586 esta finca fue establecida la primogenitura (posesión, el orden de herencia a sucesión a los hijos mayores), aprobado por el rey polaco Esteban I Báthory de Somlya. En 1655, el gobernador príncipe Fodor Fodorovich Volkónskiy rompió el tratado con los polacos, y capturan la ciudad de Davyd, y que fue quemada.
Después de la segunda partición de Polonia en 1793 fue adherida a Rusia y se convirtió en el centro del distrito la Gobernatura general de Minsk.
El poder soviético en la ciudad de Davyd se estableció en noviembre de 1917. En 1918 — 1920, la ciudad de Davyd fue ocupada por alemanes y más tarde por tropas polacas, desde 1921 hasta 1939 y que es adherida a Polonia.
En 1937 — 1938, se hicieron excavaciones en detintsa ciudad de Davyd.
Se convirtió en parte de la República Socialista Soviética de Bielorrusia en 1939. En 1940 se le concedió el estatus de ciudad; en enero de 1940 la ciudad de Davyd — centro de Voblast de Pinsk en el área de la República Socialista Soviética de Bielorrusia.

### Segunda Guerra Mundial
El 7 de julio de 1941 la ciudad de Davyd fue abandonada por el Ejército Rojo y ocupada por las tropas nazis. Fue liberada el 9 de julio de 1944 por las tropas del 1.º Frente Bielorruso durante la ofensiva estratégica de Bielorrusia.